# Висвистувач північний
Висвистувач північний (Tregellasia leucops) — вид горобцеподібних птахів родини тоутоваєвих (Petroicidae). Мешкає на острові Нова Гвінея і в північній Австралії. Виділяють низку підвидів.

## Опис
Голова чорна, на обличчі «маска» білого кольору. Верхня частина тіла оливково-зелена, нижня жовта. Кінчики крил і хвоста коричнево-оливкові.

## Поширення
Здебільшого північний висвистувач мешкає на острові Нова Гвінея, однак один з його підвидів мешкає на сході австралійського півострова Кейп-Йорк. Цей вид птахів мешкає в тропічних і субтропічних вологих рівнинних лісах і тропічних гірських лісах.

## Підвиди
Виділяють десять підвидів північного висвистувача, дев'ять з яких мешкає на Новій Гвінеї:
- T. l. leucops (Salvadori, 1876) (Північний захід Нової Гвінеї);
- T. l. mayri (Hartert, 1930) (Захід Нової Гвінеї);
- T. l. heurni (Hartert, 1932) (гори Вейланд, центрально-західна частина Нової Гвінеї);
- T. l. nigroorbitalis (Rothschild e Hartert, 1913) (південні схили гір Нассау, центрально-західна частина Нової Гвінеї);
- T. l. nigriceps (Neumann, 1922) (центральна Нова Гвінея);
- T. l. melanogenys (A. B. Meyer, 1893) (Північ і північний схід Нової Гвінеї);
- T. l. wahgiensis Mayr e Gilliard, 1952 (центрально-східна частина Нової Гвінеї);
- T. l. albifacies (Sharpe, 1892) (Південний схід Нової Гвінеї);
- T. l. auricularis (Mayr e Rand, 1935) (Південь Нової Гвінеї);
- T. l. albigularis (Rothschild e Hartert, 1907) (Півострів Кейп-Йорк, Австралія).